# 日本シリーズにおける各種記録
日本シリーズにおける各種記録（にっぽんシリーズにおけるかくしゅきろく）では、日本シリーズにおける各種記録をまとめたものである。

## 全般記録
- 最も早い時期のシリーズ - 1964年の日本シリーズ・阪神タイガース対南海ホークス 10月1日 - 10月10日（第7戦）
- 最も遅い時期のシリーズ - 1950年の日本シリーズ・松竹ロビンス対毎日オリオンズ 11月22日 - 11月28日（第6戦）
- 最も移動距離の長いシリーズ - 2016年の日本シリーズ・広島東洋カープ対北海道日本ハムファイターズ（広島県広島市南区・MAZDA Zoom-Zoom スタジアム広島 - 北海道札幌市豊平区・札幌ドーム）‥約1230km[1]
- 最も移動距離の短いシリーズ - 1981年の日本シリーズ・読売ジャイアンツ対日本ハムファイターズ（東京都文京区・後楽園球場）‥0m[1] ※同一球場でのシリーズ
  - 異なる球場での最も移動距離の短いシリーズ - 1970年の日本シリーズ・読売ジャイアンツ（東京都文京区・後楽園球場）対ロッテオリオンズ（東京都荒川区・東京スタジアム）‥約5km[1]
- 全試合異なる球場のシリーズ - 1950年の日本シリーズ・松竹ロビンス対毎日オリオンズ
  - 第1戦から順に明治神宮野球場（東京都新宿区）→後楽園球場（東京都文京区）→甲子園球場（兵庫県武庫郡鳴尾村）[2]→西宮球場（兵庫県西宮市）→中日スタヂアム（愛知県名古屋市中川区）→大阪球場（大阪府大阪市浪速区）
- 最長補回（延長）試合 - 15回 2010年11月6日第6戦・中日ドラゴンズ 2-2 千葉ロッテマリーンズ（ナゴヤドーム、規定回数引き分け）
  - 最長補回（延長）試合（時間制限付き） - 14回

  1. 1962年第3戦・東映フライヤーズ 4-4 阪神タイガース（明治神宮野球場、日没のため引き分けコールドゲーム）
  2. 1966年第5戦・南海ホークス 4x-3 読売ジャイアンツ（大阪球場）
  3. 1986年第1戦・広島東洋カープ 2-2 西武ライオンズ（広島市民球場、時間切れ引き分け）
- 最長時間試合 - 5時間43分 2010年11月6日第6戦・中日ドラゴンズ 2-2 千葉ロッテマリーンズ（ナゴヤドーム、延長15回、規定回数引き分け）
  - 最長時間試合（時間制限付き） - 4時間49分 1975年第4戦・広島東洋カープ 4-4 阪急ブレーブス（広島市民球場、延長13回、時間切れ引き分け）
- 最短時間試合 - 1時間35分 1952年第5戦・南海ホークス 4-1 読売ジャイアンツ（大阪球場）
- シリーズ最多有料入場者数（1試合） - 51,554人（1985年阪神タイガース対西武ライオンズ第4戦、阪神甲子園球場）
- シリーズ最多有料入場者数（合計）
  - 7試合 286,197人（2003年 福岡ダイエーホークス対阪神タイガース）
  - 4試合 163,365人（2019年 福岡ソフトバンクホークス対読売ジャイアンツ）
- シリーズ最少有料入場者数（1試合） - 6,346人（1953年読売ジャイアンツ対南海ホークス第6戦、阪神甲子園球場）
- シリーズ最少有料入場者数（合計）
  - 6試合 117,373人（2021年 東京ヤクルトスワローズ対オリックス・バファローズ）
  - 4試合 69,798人（2020年 福岡ソフトバンクホークス対読売ジャイアンツ）

## 決着に要した試合数
（※引き分け試合を含む）
- 4試合 - 7回（1959年、1960年、1990年、2002年、2005年、2019年 - 2020年）
- 5試合 - 18回（1951年、1957年、1965年、1970年 - 1973年、1977年、1988年、1995年 - 1997年、1999年、2001年、2006年 - 2007年、2014年 - 2015年）
- 6試合 - 24回（1950年、1952年、1956年、1961年、1966年 - 1969年、1974年 - 1975年、1981年 - 1982年、1985年、1987年、1994年、1998年、2000年、2009年、2012年、2016年 - 2018年、2021年、2024年）
- 7試合 - 25回（1953年 - 1955年、1958年、1962年 - 1964年、1976年、1978年 - 1980年、1983年 - 1984年、1989年、1991年 - 1993年、2003年 - 2004年、2008年、2010年 - 2011年、2013年、2022年 - 2023年）
- 8試合 - 1回（1986年）

## MVP（最高殊勲選手賞）の記録
- 最多獲得
  - 長嶋茂雄 4回（1963年、1965年、1969年、1970年）
- 複数回獲得
  - 別所毅彦（1952年、1955年）
  - 堀内恒夫（1972年、1973年）
  - 工藤公康（1986年、1987年）
  - 秋山幸二（1991年、1999年）※2チームで記録（1991年は西武、1999年はダイエー）
  - 古田敦也（1997年、2001年）
  - 今江敏晃（2005年、2010年）
- 複数人の獲得
  - 土橋正幸と種茂雅之（1962年）
- 外国人選手の獲得
  - 宮本敏雄（1961年）
  - ジョー・スタンカ（1964年）
  - ジム・ライトル（1980年）
  - ランディ・バース（1985年）
  - オレステス・デストラーデ（1990年）
  - トーマス・オマリー（1995年）
  - トロイ・ニール（1996年）
  - 李大浩（2015年）
  - ブランドン・レアード（2016年）
  - デニス・サファテ（2017年）
  - ジュリスベル・グラシアル（2019年）
    - デストラーデ、グラシアル（共にキューバ出身）、李大浩（韓国出身）以外はアメリカ出身
- 最年少選出者：稲尾和久（21歳、1958年）
- 最年長選出者：小久保裕紀（40歳、2011年）

## 敢闘賞
- 最多獲得
  - 足立光宏 3回（1967年、1972年、1978年）
- 複数回獲得
  - 稲尾和久（1956年、1963年）※1956年は史上唯一の優勝チームからの選出
  - 長池徳二（1968年、1969年）
  - 清原和博（1993年、1994年）
  - 川上憲伸（1999年、2006年）
- 外国人選手の獲得
  - 宮本敏雄（1957年）
  - ジョー・スタンカ（1961年）
  - タフィ・ローズ（2001年）
  - アレックス・カブレラ（2002年）
  - アレックス・ラミレス（2008年）
  - ランディ・メッセンジャー（2014年）
  - ブラッド・エルドレッド（2016年）
  - ホセ・オスナ（2022年）
    - カブレラ、ラミレス、オスナ（いずれもベネズエラ出身）以外はアメリカ出身
- 最年少選出者：稲尾和久（19歳、1956年）
- 最年長選出者：稲葉篤紀（40歳、2012年）
- MVP・敢闘賞の両方を受賞
  - 大下弘（1954年に敢闘賞、1957年にMVPを受賞）
  - 稲尾和久（1956年・1963年に敢闘賞、1958年にMVPを受賞）
  - 宮本敏雄（1957年に敢闘賞、1961年にMVPを受賞）
  - ジョー・スタンカ（1961年に敢闘賞、1964年にMVPを受賞）
  - 柴田勲（1966年にMVP、1976年に敢闘賞を受賞）
  - 山田久志（1971年に敢闘賞、1977年にMVPを受賞）
  - 西本聖（1981年にMVP、1983年に敢闘賞を受賞）
  - 石毛宏典（1985年に敢闘賞、1988年にMVPを受賞）
  - 稲葉篤紀（2006年にMVP、2012年に敢闘賞を受賞）

## 個人打撃記録

### 試合
- 通算最多試合出場 77 - 王貞治（読売ジャイアンツ）

### 打率
- 通算最高打率（80打席以上） .365 - 川上哲治（読売ジャイアンツ）
- シリーズ最高打率（規定打席以上）
  - 8試合 .355（31打数11安打） - 清原和博（西武ライオンズ、1986年）
  - 7試合 .522（23打数12安打） - 駒田徳広（読売ジャイアンツ、1989年）
  - 6試合 .565（23打数13安打） - 柴田勲（読売ジャイアンツ、1966年）
  - 5試合 .563（16打数9安打） - 南村不可止（読売ジャイアンツ、1951年）
  - 4試合 .667（15打数10安打） - 今江敏晃（千葉ロッテマリーンズ、2005年）
- シリーズ最低打率（規定打席以上）
  - 7試合 .000（23打数0安打） - 谷繁元信（中日ドラゴンズ、2011年）
  - 6試合 .000（16打数0安打） - 石原慶幸（広島東洋カープ、2016年）

### 安打
- 通算最多安打 91 - 長嶋茂雄（読売ジャイアンツ）
- シリーズ最多安打
  - 8試合 11 - 石毛宏典（西武ライオンズ、1986年）、清原和博（西武ライオンズ、1986年）
  - 7試合 16 - 吉田義男（阪神タイガース、1962年）
  - 6試合 13 - 柴田勲（読売ジャイアンツ、1966年）
  - 5試合 10 - 稲葉篤紀（ヤクルトスワローズ、1997年）
  - 4試合 10 - 今江敏晃（千葉ロッテマリーンズ、2005年）
- ゲーム最多安打 4 - 多数あり[3]
- 連続打席安打 8 - 今江敏晃（千葉ロッテマリーンズ、2005年第1戦第1打席から第2戦第4打席まで）
- サヨナラ安打 2 - ケント・ハドリ、吉田正尚

### 本塁打
- 通算最多本塁打 29 - 王貞治（読売ジャイアンツ）
- シリーズ最多本塁打
  - 8試合 2
    - 秋山幸二（西武ライオンズ、1986年）
    - 長嶋清幸（広島東洋カープ、1986年）

  - 7試合 4
    - 豊田泰光（西鉄ライオンズ、1958年）
    - 王貞治（読売ジャイアンツ、1963年）
    - 大杉勝男（ヤクルトスワローズ、1978年）
    - 秋山幸二（西武ライオンズ、1991年）
    - 金本知憲（阪神タイガース、2003年）
    - 城島健司（福岡ダイエーホークス、2003年）
    - 和田一浩（西武ライオンズ、2004年）

  - 6試合 4
    - 関口清治（西鉄ライオンズ、1956年）
    - 長嶋茂雄（読売ジャイアンツ、1969年）
    - 清原和博（西武ライオンズ、1994年）
    - 城島健司（福岡ダイエーホークス、2000年）

  - 5試合 4 - 長嶋茂雄（読売ジャイアンツ、1970年）
  - 4試合 3 
    - 李承燁（千葉ロッテマリーンズ、2005年）
    - ジュリスベル・グラシアル（福岡ソフトバンクホークス、2019年）
- ゲーム最多本塁打 3 - 山田哲人（東京ヤクルトスワローズ、2015年第3戦）
- 連続打席本塁打 3
  - 長嶋茂雄（読売ジャイアンツ、1970年第3戦・第4戦）
  - 山田哲人（東京ヤクルトスワローズ、2015年第3戦）
- 連続試合本塁打 3[4]
  - 中西太（西鉄ライオンズ、1958年第5戦〜第7戦）
  - ランディ・バース（阪神タイガース、1985年第1戦〜第3戦）
  - 城島健司（福岡ダイエーホークス、2000年第1戦〜第3戦）
  - 金本知憲（阪神タイガース、2003年第3戦〜第5戦[5]）
  - ブラッド・エルドレッド（広島東洋カープ、2016年第1戦〜第3戦）
- サヨナラ本塁打 2 - ケント・ハドリ（南海ホークス、1964年第4戦、1966年第5戦）

### 打点
- 通算最多打点 66 - 長嶋茂雄（読売ジャイアンツ）
- シリーズ最多打点
  - 8試合 5 - 秋山幸二（西武ライオンズ、1986年）
  - 7試合 10
    - 大杉勝男（ヤクルトスワローズ、1978年）
    - 長嶋清幸（広島東洋カープ、1984年）

  - 6試合 9
    - 長嶋茂雄（読売ジャイアンツ、1966年）
    - ランディ・バース（阪神タイガース、1985年）
    - 桑原将志（横浜DeNAベイスターズ、2024年）

  - 5試合 8 - 李大浩（福岡ソフトバンクホークス、2015年）
  - 4試合 8 - オレステス・デストラーデ（西武ライオンズ、1990年）
- ゲーム最多打点 6
  - 柴田勲（読売ジャイアンツ、1963年第7戦）
  - アレックス・カブレラ（西武ライオンズ、2004年第3戦）
  - アルフレド・デスパイネ（福岡ソフトバンクホークス、2020年第2戦）
- 連続試合打点 5試合 - 桑原将志（横浜DeNAベイスターズ、2024年）

### 得点
- 連続試合得点 12 - 阪本敏三（1968年第3戦〜第6戦、1969年第1戦〜第6戦、1971年第1戦〜第2戦）

### 盗塁
- 通算最多盗塁 14
  - 柴田勲（読売ジャイアンツ）
  - 福本豊（阪急ブレーブス）
- シリーズ最多盗塁
  - 8試合 2
    - 石毛宏典（西武ライオンズ、1986年）
    - 辻発彦（西武ライオンズ、1986年）
    - 高橋慶彦（広島東洋カープ、1986年）

  - 7試合 6 - 岩本尭（読売ジャイアンツ、1955年）
  - 6試合 4 - 大下剛史（広島東洋カープ、1975年）
  - 5試合 4
    - 福本豊（阪急ブレーブス、1977年）
    - 荒木雅博（中日ドラゴンズ、2007年）

  - 4試合 2
    - 土屋正孝（読売ジャイアンツ、1959年）
    - 近藤和彦（大洋ホエールズ、1960年）
    - 鈴木武（大洋ホエールズ、1960年）
    - 山内和弘（毎日大映オリオンズ、1960年）
    - 鈴木尚広（読売ジャイアンツ、2002年）
    - 赤星憲広（阪神タイガース、2005年）
    - 川島慶三（福岡ソフトバンクホークス、2019年）
- 連続試合盗塁　3
  - 仰木彬（西鉄ライオンズ、1954年）
  - 福本豊（阪急ブレーブス、1977年）
  - 高橋慶彦（広島東洋カープ、1984年）
  - 荒木雅博（中日ドラゴンズ、2007年）
- 1シリーズにおける盗塁刺 3
  - 与那嶺要（読売ジャイアンツ、1953年）
  - 福本豊（阪急ブレーブス、1984年）
  - 田中広輔（広島東洋カープ、2018年）

### 四球
- 通算最多四球 83 - 王貞治（読売ジャイアンツ）
- シリーズ最多四球
  - 8試合 7 - 達川光男（広島東洋カープ、1986年）
  - 7試合 9 - 王貞治（読売ジャイアンツ、1976年）
  - 6試合 9 - 王貞治（読売ジャイアンツ、1967年）
  - 5試合 8 - 王貞治（読売ジャイアンツ、1970年）
  - 4試合 5
    - 山内和弘（毎日大映オリオンズ、1960年）
    - 松井秀喜（読売ジャイアンツ、2002年）

### 死球
- 通算最多死球 6
  - 達川光男（広島東洋カープ）
  - 伊東勤（西武ライオンズ）
- シリーズ最多死球
  - 8試合 2
    - 達川光男（広島東洋カープ、1986年）
    - 伊東勤（西武ライオンズ、1986年）

  - 7試合 3 - 達川光男（広島東洋カープ、1991年）
  - 6試合 2
    - 高田繁（読売ジャイアンツ、1968年）
    - 末次民夫（読売ジャイアンツ、1969年）
    - 長池徳二（阪急ブレーブス、1975年）
    - 大熊忠義（阪急ブレーブス、1975年）
    - 河埜和正（読売ジャイアンツ、1981年）
    - 伊東勤（西武ライオンズ、1994年）
    - 江藤智（読売ジャイアンツ、2000年）

  - 5試合 2
    - 王貞治（読売ジャイアンツ、1965年）
    - 古田敦也（ヤクルトスワローズ、1997年）
    - アレックス・ラミレス（ヤクルトスワローズ、2001年）
    - 小笠原道大（北海道日本ハムファイターズ、2006年）
    - 李大浩（福岡ソフトバンクホークス、2015年）

  - 4試合 3 - 中島宏之（読売ジャイアンツ、2020年）

### 三振
- 通算最多三振 54 - 清原和博（西武ライオンズ・読売ジャイアンツ）
- シリーズ最多三振
  - 8試合 11 - 衣笠祥雄（広島東洋カープ、1986年）
  - 7試合 16 - ジャック・ハウエル（ヤクルトスワローズ、1992年）
  - 6試合 12 - 丸佳浩（広島東洋カープ、2018年）
  - 5試合 9 - ヘンスリー・ミューレン（ヤクルトスワローズ、1995年）
  - 4試合 7 
    - オレステス・デストラーデ（西武ライオンズ、1990年）
    - 坂本勇人（読売ジャイアンツ、2020年）

## 個人投手記録

### 試合
- 通算最多登板 27 - 堀内恒夫（読売ジャイアンツ）
- シリーズ最多登板
  - 8試合 5
    - 渡辺久信（西武ライオンズ、1986年）
    - 津田恒実（広島東洋カープ、1986年）

  - 7試合 6
    - 中村大成（南海ホークス、1955年）
    - 稲尾和久（西鉄ライオンズ、1958年）
    - 藤田元司（読売ジャイアンツ、1958年）
    - 土橋正幸（東映フライヤーズ、1962年）
    - 村山実（阪神タイガース、1962年）
    - 小林繁（読売ジャイアンツ、1976年）
    - 吉野誠（阪神タイガース、2003年）
    - 西村健太朗（読売ジャイアンツ、2008年）

  - 6試合 6
    - 稲尾和久（西鉄ライオンズ、1956年）
    - 今村猛（広島東洋カープ、2016年）
    - ジェイ・ジャクソン（広島東洋カープ、2016年）

  - 5試合 4 - 多数あり
  - 4試合 4
    - 杉浦忠（南海ホークス、1959年）
    - 秋山登（大洋ホエールズ、1960年）
    - 森唯斗（福岡ソフトバンクホークス、2019年）

### 完投
- 通算最多完投 9 - 稲尾和久（西鉄ライオンズ）
- シリーズ最多完投
  - 8試合 1 - 大野豊（広島、1986年）
  - 7試合 4
    - 杉下茂（中日ドラゴンズ、1954年）
    - 稲尾和久（西鉄ライオンズ、1958年）

  - 6試合 2 - 多数あり
  - 5試合 2
    - 藤本英雄（読売ジャイアンツ、1951年）
    - 稲尾和久（西鉄ライオンズ、1957年）
    - 堀内恒夫（読売ジャイアンツ、1971年）
    - 高橋一三（読売ジャイアンツ、1973年）

  - 4試合 2 - 杉浦忠（南海ホークス、1959年）

### 勝利
- 通算最多勝利 11
  - 稲尾和久（西鉄ライオンズ）
  - 堀内恒夫（読売ジャイアンツ）
- シリーズ最多勝利
  - 8試合 2 - 渡辺久信（西武、1986年）
  - 7試合 4 - 稲尾和久（西鉄、1958年）
  - 6試合 3
    - 野村武史（毎日オリオンズ、1950年）
    - 別所毅彦（読売ジャイアンツ、1952年）
    - 稲尾和久（西鉄ライオンズ、1956年）
    - アンソニー・バース（北海道日本ハムファイターズ、2016年）

  - 5試合 2
    - 藤本英雄（読売ジャイアンツ、1951年）
    - 稲尾和久（西鉄ライオンズ、1957年）
    - 金田正一（読売ジャイアンツ、1965年）
    - 宮田征典（読売ジャイアンツ、1965年）
    - 堀内恒夫（読売ジャイアンツ、1971年・1972年・1973年）
    - 山田久志（阪急ブレーブス、1977年）
    - テリー・ブロス（ヤクルトスワローズ、1995年）
    - 石井一久（ヤクルトスワローズ、1997年）

  - 4試合 4 - 杉浦忠（南海ホークス、1959年）
- 通算最多連勝 6 - 渡辺久信（西武ライオンズ、1986年第6戦 - 1993年第3戦）
- 最少投球数勝利投手 2 - 岡本晃（大阪近鉄バファローズ、2001年第2戦）
- 両リーグ勝利投手
  - 小林誠二（広島東洋カープ・西武ライオンズ、パ2勝・セ1勝）
  - 阿波野秀幸（近鉄バファローズ・読売ジャイアンツ・横浜ベイスターズ、パ1勝・セ1勝）
  - 工藤公康（西武ライオンズ・福岡ダイエーホークス・読売ジャイアンツ、パ8勝・セ1勝）

### セーブ
- 通算最多セーブ 8 - 高津臣吾（ヤクルトスワローズ）
- シリーズ最多セーブ
  - 8試合 2 - 工藤公康（西武ライオンズ、1986年）
  - 7試合 3
    - 高津臣吾（ヤクルトスワローズ、1993年）
    - 豊田清（西武ライオンズ、2004年）
    - ジェイコブ・ワゲスパック（オリックス・バファローズ、2022年）

  - 6試合 3
    - マーク・クルーン（読売ジャイアンツ、2009年）
    - 森唯斗（福岡ソフトバンクホークス、2018年）

  - 5試合 3
    - 鈴木平（オリックス・ブルーウェーブ、1996年）
    - MICHEAL（北海道日本ハムファイターズ、2006年）

  - 4試合 1
    - 潮崎哲也（西武ライオンズ、1990年）
    - 小林雅英（千葉ロッテマリーンズ、2005年）
    - 森唯斗（福岡ソフトバンクホークス、2019年、2020年）
- 両リーグセーブ 江夏豊（広島東洋カープ・日本ハムファイターズ、セ4S・パ1S）
- 最少投球数セーブ 1 - スコット・マシソン（読売ジャイアンツ、2012年第2戦）

### 投球回数
- 通算最多投球回 140回1/3 - 堀内恒夫（読売ジャイアンツ）
- シリーズ最多投球回
  - 8試合 20回1/3 - 東尾修（西武ライオンズ、1986年）
  - 7試合 47回 - 稲尾和久（西鉄ライオンズ、1958年）
  - 6試合 29回1/3
    - 大島信雄（松竹ロビンス、1950年）
    - ジョー・スタンカ（南海ホークス、1961年）

  - 5試合 20回1/3 - 木樽正明（ロッテオリオンズ、1970年）
  - 4試合 32回 - 杉浦忠（南海ホークス、1959年）

### 被本塁打
- 通算最多被本塁打 23 - 山田久志（阪急ブレーブス）
- シリーズ最多被本塁打
  - 8試合 3
    - 東尾修（西武ライオンズ、1986年）
    - 大野豊（広島東洋カープ、1986年）

  - 7試合 6 - 山田久志（阪急ブレーブス、1978年）
  - 6試合 5 - 堀本律雄（読売ジャイアンツ、1961年）
  - 5試合 5 - 成田文男（ロッテオリオンズ、1970年）
  - 4試合 2
    - 別所毅彦（読売ジャイアンツ、1959年）
    - 中西勝己（毎日大映オリオンズ、1960年）
    - 斎藤雅樹（読売ジャイアンツ、1990年）
    - 郭泰源（西武ライオンズ、1990年）
    - 松坂大輔（西武ライオンズ、2002年）
    - 井川慶（阪神タイガース、2005年）
    - 橋本健太郎（阪神タイガース、2005年）
    - 安藤優也（阪神タイガース、2005年）
    - リック・バンデンハーク（福岡ソフトバンクホークス、2019年）
    - 畠世周（読売ジャイアンツ、2020年）

### 奪三振
- 通算最多奪三振 102－工藤公康（西武ライオンズ・福岡ダイエーホークス・読売ジャイアンツ）
- シリーズ最多奪三振
  - 8試合 17 - 工藤公康（西武ライオンズ、1986年）
  - 7試合 32 - 稲尾和久（西鉄ライオンズ、1958年）
  - 6試合 21
    - 山口高志（阪急ブレーブス、1975年）
    - 今永昇太（横浜DeNAベイスターズ、2017年）

  - 5試合 24 - ダルビッシュ有（北海道日本ハムファイターズ、2007年）
  - 4試合 20 - 杉浦忠（南海ホークス、1959年）
- ゲーム最多奪三振 14
山本由伸（オリックス・バファローズ、2023年第6戦）[6]
- 最多連続打者奪三振 5[7]
村田兆治（ロッテオリオンズ、1974年第6戦5回〜6回）
槙原寛己（読売ジャイアンツ、1994年第2戦2回〜3回）
アンドレ・ジャクソン（横浜DeNAベイスターズ、2024年第1戦2回〜4回）
- 毎回奪三振
西本聖（読売ジャイアンツ、1981年第2戦 - 計10奪三振）
岸孝之（埼玉西武ライオンズ、2008年第4戦 - 計10奪三振）
田中将大（東北楽天ゴールデンイーグルス、2013年第2戦 - 計12奪三振）
- 連続イニング奪三振 12 - 岸孝之（埼玉西武ライオンズ、2008年第4戦1回〜9回、第6戦4回〜6回）
- イニング三者連続三球三振 工藤公康（西武ライオンズ、1994年第2戦3回）

### 自責点・防御率
- 通算最多自責点 57 - 足立光宏（阪急ブレーブス）
- シリーズ最多自責点
  - 8試合 5
    - 川端順（広島東洋カープ、1986年）
    - 渡辺久信（西武ライオンズ、1986年）

  - 7試合 12
    - 稲尾和久（西鉄ライオンズ、1963年）
    - 山田久志（阪急ブレーブス、1976年・1978年）

  - 6試合 11 - 足立光宏（阪急ブレーブス、1967年・1969年）
  - 5試合 11 - 足立光宏（阪急ブレーブス、1971年）
  - 4試合 10 - 藤田元司（読売ジャイアンツ、1959年）
- ゲーム最多自責点 10 - 新谷博（西武ライオンズ、1998年第5戦）
- イニング最多自責点 7
  - 川口和久（広島東洋カープ、1984年第6戦3回）
  - 新谷博（西武ライオンズ、1998年第5戦9回）
- シリーズ最少自責点（投球回数10回以上） 0
益田昭雄（読売ジャイアンツ、1966年、12回）
東尾修（西武ライオンズ、1982年、13回2/3）
松沼雅之（西武ライオンズ、1983年、11回）
石井一久（ヤクルトスワローズ、1997年、11回）
石井貴（西武ライオンズ、2004年、13回）
岸孝之（埼玉西武ライオンズ、2008年、14回2/3）
美馬学（東北楽天ゴールデンイーグルス、2013年、11回2/3）
- シリーズ最優秀防御率（投球回数10回以上）
  - 8試合 1.20 - 工藤公康（西武ライオンズ、1986年、15回）
  - 7試合 0.00
    - 松沼雅之（西武ライオンズ、1983年、11回）
    - 石井貴（西武ライオンズ、2004年、13回）
    - 岸孝之（西武ライオンズ、2008年、14回2/3）
    - 美馬学（東北楽天ゴールデンイーグルス、2013年、11回2/3）

  - 6試合 0.00
    - 益田昭雄（読売ジャイアンツ、1966年、12回）
    - 東尾修（西武ライオンズ、1982年、13回2/3）

  - 5試合 0.00 - 石井一久（ヤクルトスワローズ、1997年、11回）
  - 4試合 0.53 - 秋山登（大洋ホエールズ、1960年、16回1/3）

### 無失点
- 通算連続無失点イニング 29回 - 西本聖（読売ジャイアンツ、1981年第2戦2回〜1983年第5戦3回）
- シリーズ連続無失点イニング 26回 - 稲尾和久（西鉄ライオンズ、1958年第4戦8回〜第7戦8回）

### 完封
- 通算完封 4 - ジョー・スタンカ（南海ホークス、1961年第1戦、1964年第1戦・第6戦・第7戦）
- シリーズ完封 3 - ジョー・スタンカ（南海ホークス、1964年）

### 無走者
- ゲーム最多連続無走者 24人 - 山井大介（中日ドラゴンズ、2007年第5戦）
- ゲーム先発連続無走者 24人 - 山井大介（中日ドラゴンズ、2007年第5戦）
- ゲーム先発最多投球回無走者 8回 - 山井大介（中日ドラゴンズ、2007年第5戦）

### その他
- 先発した投手が同一シリーズで打者として先発出場
  - 大島信雄（中日ドラゴンズ） - 1954年第3戦先発投手・第5戦ライト・第6戦レフト
  - 大谷翔平（北海道日本ハムファイターズ） - 2016年第1戦先発投手・第3〜5戦指名打者

## 個人守備記録
- 捕手連続盗塁阻止 6回 - 甲斐拓也（福岡ソフトバンクホークス、2018年）
- 1シリーズ通算捕手盗塁阻止 6回
  - 広田順（読売ジャイアンツ、1952年）
  - 甲斐拓也（福岡ソフトバンクホークス、2018年）
- 捕手の1シリーズ通算補殺 11 - 甲斐拓也（福岡ソフトバンクホークス、2018年）
- 最高盗塁阻止率 1.000 - 甲斐拓也（福岡ソフトバンクホークス、2018年）

## チーム打撃記録

### 打率
- シリーズ最高打率
  - 8試合 .224 - 西武ライオンズ（1986年）
  - 7試合 .291 - 広島東洋カープ（1984年）
  - 6試合 .322 - 西武ライオンズ（1982年）
  - 5試合 .317 - ヤクルトスワローズ（2001年）
  - 4試合 .336 - 西武ライオンズ（1990年）
- シリーズ最低打率
  - 8試合 .204 - 広島東洋カープ（1986年）
  - 7試合 .155 - 中日ドラゴンズ（2011年）
  - 6試合 .187 - 南海ホークス（1966年）
  - 5試合 .147 - 北海道日本ハムファイターズ（2007年）
  - 4試合 .132 - 読売ジャイアンツ（2020年）

### 得点
- シリーズ最多得点
  - 8試合 19
    - 西武ライオンズ（1986年）
    - 広島東洋カープ（1986年）

  - 7試合 40 - 読売ジャイアンツ（1963年）
  - 6試合 36
    - 読売ジャイアンツ（1968年）
    - 横浜ベイスターズ（1998年）

  - 5試合 28 - ヤクルトスワローズ（2001年）
  - 4試合 33 - 千葉ロッテマリーンズ（2005年）
- シリーズ最少得点
  - 8試合 19
    - 西武ライオンズ（1986年）
    - 広島東洋カープ（1986年）

  - 7試合 9 - 中日ドラゴンズ（2011年）
  - 6試合 14
    - 読売ジャイアンツ（1987年）
    - 西武ライオンズ（1998年）
    - 北海道日本ハムファイターズ（2012年)
    - 福岡ソフトバンクホークス（2024年）

  - 5試合 7
    - 南海ホークス（1951年）
    - 北海道日本ハムファイターズ（2007年）

  - 4試合 4
    - 阪神タイガース（2005年）
    - 読売ジャイアンツ（2020年）
- ゲーム最多得点 18 - 読売ジャイアンツ（1963年第7戦）
- イニング最多得点 9 - 読売ジャイアンツ（1963年第7戦4回）
- 連続イニング無得点 29 - 福岡ソフトバンクホークス（2024年第3戦2〜9回、第4戦1〜9回、第5戦1〜9回、第6戦1〜3回。第3〜5戦における本拠地開催試合の連続イニング無得点26は単独最長記録）

### 安打
- シリーズ最多安打
  - 8試合 64 - 西武ライオンズ（1986年）
  - 7試合 76 - 千葉ロッテマリーンズ（2010年）
  - 6試合 68 - 西武ライオンズ（1982年）
  - 5試合 54 - ヤクルトスワローズ（1997年）
  - 4試合 44 - 西武ライオンズ（1990年）、千葉ロッテマリーンズ（2005年）
- シリーズ最少安打
  - 8試合 56 - 広島東洋カープ（1986年）
  - 7試合 34 - 中日ドラゴンズ（2011年）
  - 6試合 38 - 南海ホークス（1966年）
  - 5試合 22 - 北海道日本ハムファイターズ（2007年）
  - 4試合 16 - 読売ジャイアンツ（2020年）
- ゲーム最多安打 20 - 横浜ベイスターズ（1998年第5戦）
  - 敗戦試合におけるゲーム最多安打 16 - 広島東洋カープ（2018年第3戦）
- ゲーム最少安打 0 - 北海道日本ハムファイターズ（2007年第5戦）
- イニング最多安打 9 - 読売ジャイアンツ（1963年第7戦4回）
- 全員安打 - 読売ジャイアンツ（1966年第6戦）
- 連続打数安打 7 - 中日ドラゴンズ（2007年第3戦1回、1犠打挟む）
  - 内訳：タイロン・ウッズ - 中村紀洋 - 李炳圭 - 平田良介 - 谷繁元信 - （朝倉健太犠打） - 荒木雅博 - 井端弘和

### 本塁打
- シリーズ最多本塁打
  - 8試合 5
    - 西武ライオンズ（1986年）
    - 広島東洋カープ（1986年）

  - 7試合 13 - ヤクルトスワローズ（1978年）
  - 6試合 12 - 読売ジャイアンツ（1981年）
  - 5試合 9 - 読売ジャイアンツ（1970年）
  - 4試合 9 - 千葉ロッテマリーンズ（2005年）
- ゲーム最多本塁打（両チーム） 7 （4 - 読売ジャイアンツ、 3 - 近鉄バファローズ、1989年第7戦）
- ゲーム最多本塁打（1チーム） 5 - 読売ジャイアンツ（1963年第7戦）
  - 敗戦試合におけるゲーム最多本塁打（1チーム）4 
    - 読売ジャイアンツ（1970年第4戦、1971年第2戦）
    - 広島東洋カープ（2018年第3戦）
- イニング最多本塁打 4 - 読売ジャイアンツ（1972年第5戦3回）
- 連続試合本塁打 7 - 埼玉西武ライオンズ（2008年）

### 盗塁
- シリーズ最多盗塁
  - 8試合 8 - 西武ライオンズ（1986年）
  - 7試合 12 - 西鉄ライオンズ（1954年）
  - 6試合 9 - 読売ジャイアンツ（1968年・1981年）
  - 5試合 8
    - 読売ジャイアンツ（1971年）
    - 阪急ブレーブス（1977年）

  - 4試合 7 - 読売ジャイアンツ（2002年）
- シリーズ最多盗塁失敗 8 - 広島東洋カープ（2018年）
- ゲーム最多盗塁 5
  - 読売ジャイアンツ（1955年第5戦）
  - 大洋ホエールズ（1960年第3戦）
  - 中日ドラゴンズ（1982年第4戦）
  - 読売ジャイアンツ（2002年第4戦）

### 三振
- シリーズ最多三振
  - 8試合 68 - 広島東洋カープ（1986年）
  - 7試合 71 - 東京ヤクルトスワローズ（2022年）
  - 6試合 64 - 広島東洋カープ（2018年）
  - 5試合 42 - 西武ライオンズ（1997年）
  - 4試合 41 - 読売ジャイアンツ（2020年）
- ゲーム最多三振 15 - 東京ヤクルトスワローズ（2021年第1戦）
  - 延長戦での最多三振記録 17 - オリックス・バファローズ（2021年第6戦） ※延長12回での記録のため参考記録（9回終了時は12）
- ゲーム最多三振（両チーム合計） 23
  - 2021年第6戦（オリックス・バファローズ：12、東京ヤクルトスワローズ：11）
- 延長戦での最多三振記録（両チーム合計） 31 - 2021年第6戦（オリックス・バファローズ：17、東京ヤクルトスワローズ：14） ※延長12回での記録のため参考記録（9回終了時は23）

## チーム守備記録
- シリーズ最高守備率
  - 8試合 .994 - 西武ライオンズ（1986年）
  - 7試合 .996 - 埼玉西武ライオンズ（2008年）
  - 6試合 .995 - 福岡ダイエーホークス（2000年）
  - 5試合 1.000 - 読売ジャイアンツ（1996年）
  - 4試合 .993 - 西武ライオンズ（1990年）
- シリーズ最多失策
  - 8試合 6 - 広島東洋カープ（1986年）
  - 7試合 9 - 南海ホークス（1953年）
  - 6試合 11 - 松竹ロビンス（1950年）
  - 5試合 7 - 南海ホークス（1973年）
  - 4試合 4
    - 読売ジャイアンツ（1990年）
    - 読売ジャイアンツ（2019年）
- シリーズ最少失策
  - 8試合 2 - 西武ライオンズ（1986年）
  - 7試合 1 - 埼玉西武ライオンズ（2008年）
  - 6試合 1 - 福岡ダイエーホークス（2000年）
  - 5試合 0 - 読売ジャイアンツ（1996年）
  - 4試合 1
    - 大洋ホエールズ（1960年）
    - 西武ライオンズ（1990年）
    - 読売ジャイアンツ（2002年）
    - 千葉ロッテマリーンズ（2005年）
    - 福岡ソフトバンクホークス（2019年）
- シリーズ最多盗塁阻止 8 - 福岡ソフトバンクホークス（2018年）
- シリーズ最高盗塁阻止率 1.000 - 福岡ソフトバンクホークス（2018年）

## 監督記録
- 最多出場 11 - 川上哲治（読売ジャイアンツ）
- 最多日本一 11 - 川上哲治（読売ジャイアンツ）
- 最多日本一逸 8 - 西本幸雄（毎日大映オリオンズ1 → 阪急ブレーブス5 → 近鉄バファローズ2）

- 就任1年目で出場（太字は日本一監督）
  - 1950年 湯浅禎夫（毎日オリオンズ）
  - 1960年 西本幸雄（毎日大映オリオンズ）
  - 1961年 川上哲治（読売ジャイアンツ）
  - 1975年 古葉竹識（広島東洋カープ）
  - 1981年 藤田元司（読売ジャイアンツ）
  - 1982年 広岡達朗（西武ライオンズ）
  - 1986年
    - 森祇晶（西武ライオンズ）
    - 阿南準郎（広島東洋カープ）

  - 1998年 権藤博（横浜ベイスターズ）
  - 2002年
    - 原辰徳（読売ジャイアンツ）
    - 伊原春樹（西武ライオンズ）

  - 2004年
    - 伊東勤（西武ライオンズ）
    - 落合博満（中日ドラゴンズ）

  - 2008年 渡辺久信（埼玉西武ライオンズ）
  - 2010年 西村徳文（千葉ロッテマリーンズ）
  - 2012年 栗山英樹（北海道日本ハムファイターズ）
  - 2015年
    - 工藤公康（福岡ソフトバンクホークス）
    - 真中満（東京ヤクルトスワローズ）

  - 2021年 中嶋聡（オリックス・バファローズ）※前年8月21日から代行監督を経ての就任1年目
  - 2024年 小久保裕紀（福岡ソフトバンクホークス）

- 移籍1年目で出場（太字は日本一監督）
  - 1960年 三原脩（大洋ホエールズ）

- 復帰1年目で出場（太字は日本一監督）
  - 1950年 小西得郎（松竹ロビンス）
  - 1954年 天知俊一（中日ドラゴンズ）
  - 1985年 吉田義男（阪神タイガース）
  - 1989年 藤田元司（読売ジャイアンツ）
  - 2019年 原辰徳（読売ジャイアンツ）
  - 2023年 岡田彰布（阪神タイガース）
- 出場したがその年限りで監督を退任（太字は日本一監督）
  - 1950年 小西得郎（松竹ロビンス）
  - 1954年 天知俊一（中日ドラゴンズ）
  - 1960年 西本幸雄（毎日大映オリオンズ）
  - 1978年 上田利治（阪急ブレーブス）
  - 1985年 広岡達朗（西武ライオンズ）
  - 1994年 森祇晶（西武ライオンズ）
  - 2003年 星野仙一（阪神タイガース）
  - 2007年 トレイ・ヒルマン（北海道日本ハムファイターズ）
  - 2011年 落合博満（中日ドラゴンズ）
  - 2014年 秋山幸二（福岡ソフトバンクホークス）
- 選手として日本シリーズMVP、監督として日本一
  - 川上哲治（1953年にMVP。1961年、1963年、1965 - 1973年に監督として日本一）
  - 森祇晶（1967年にMVP、当時の登録名は森昌彦。1986 - 1988年、1990 - 1992年に監督として日本一）
  - 長嶋茂雄（1963年、1965年、1969年、1970年にMVP。1994年、2000年に監督として日本一）
  - 秋山幸二（1991年、1999年にMVP。2011年、2014年に監督として日本一）
  - 工藤公康（1986年、1987年にMVP。2015年、2017 - 2020年に監督として日本一）

- 複数球団で出場
  - 3球団
    - 西本幸雄（毎日大映オリオンズ1回、阪急ブレーブス5回、近鉄バファローズ2回）
    - 星野仙一（中日ドラゴンズ2回、阪神タイガース1回、東北楽天ゴールデンイーグルス1回）

  - 2球団
    - 水原茂（読売ジャイアンツ8回、東映フライヤーズ1回）
    - 三原脩（西鉄ライオンズ4回、大洋ホエールズ1回）
    - 野村克也（南海ホークス1回、ヤクルトスワローズ4回）
    - 広岡達朗（ヤクルトスワローズ1回、西武ライオンズ3回）
    - 王貞治（読売ジャイアンツ1回、福岡ダイエーホークス3回）
    - 仰木彬（近鉄バファローズ1回、オリックス・ブルーウェーブ2回）
    - 梨田昌孝（大阪近鉄バファローズ1回、北海道日本ハムファイターズ1回）

- 最長試合連勝 12 - 工藤公康（福岡ソフトバンクホークス 2018年第3戦〜第6戦、2019年第1戦〜第4戦、2020年第1戦〜第4戦）
- 最長試合連敗 10 - 水原茂（円裕）（読売ジャイアンツ 1958年第4戦〜第7戦、1959年第1戦〜第4戦、東映フライヤーズ 1962年第1戦〜第2戦）
  - 同一球団における最長試合連敗 9 - 原辰徳（読売ジャイアンツ 2013年第7戦、2019年第1戦〜第4戦、2020年第1戦〜第4戦)
- 最多全勝優勝 2 - 工藤公康（福岡ソフトバンクホークス 2019年、2020年）
- 最多全敗 2 - 原辰徳（読売ジャイアンツ 2019年、2020年）
- 最年少優勝監督 38歳 - 上田利治（1975年、阪急ブレーブス）
- 最年長優勝監督 66歳 - 星野仙一（2013年、東北楽天ゴールデンイーグルス）

## チーム勝敗記録
3連敗から4連勝
- 1958年 西鉄ライオンズ（対読売ジャイアンツ）
- 1986年 西武ライオンズ（対広島東洋カープ） ※1引き分け後の3連敗4連勝、史上初の8戦決戦（2024年現在唯一）
- 1989年 読売ジャイアンツ（対近鉄バファローズ）
  - その他、1962年の東映フライヤーズ（対阪神タイガース）と2022年のオリックス・バファローズ（対東京ヤクルトスワローズ）も3試合目まで未勝利から4連勝

ストレート勝ちで4連勝（4戦全勝）
- 1959年 南海ホークス（対読売ジャイアンツ）
- 1960年 大洋ホエールズ（対毎日大映オリオンズ）
- 1990年 西武ライオンズ（対読売ジャイアンツ）
- 2002年 読売ジャイアンツ（対西武ライオンズ）
- 2005年 千葉ロッテマリーンズ（対阪神タイガース） ※相手に一度もリードを許さない「完全ストレート勝利」
- 2019年 福岡ソフトバンクホークス（対読売ジャイアンツ）
- 2020年 福岡ソフトバンクホークス（対読売ジャイアンツ）※史上初の同一カードおよび同一球団による2年連続4戦全勝

引き分けを挟んで4勝負けなし
- 1957年 西鉄ライオンズ（対読売ジャイアンツ、1引き分け）
- 1975年 阪急ブレーブス（対広島東洋カープ、2引き分け）

連続出場での連勝記録 - 12
- 福岡ソフトバンクホークス（2018年第3戦〜第6戦、2019年第1戦〜第4戦、2020年第1戦〜第4戦）

連続出場での無敗記録 - 12
- 福岡ソフトバンクホークス（同上）

通算連勝記録 - 14
- 福岡ソフトバンクホークス（2018年第3戦〜第6戦、2019年第1戦〜第4戦、2020年第1戦〜第4戦、2024年第1戦〜第2戦）

本拠地球場における連勝記録 - 16
- 福岡ソフトバンクホークス（2011年第7戦、2014年第3戦〜第5戦、2015年第1戦〜第2戦、2017年第1戦〜第2戦、第6戦、2018年第3戦〜第5戦、2019年第1戦〜第2戦、2020年第3戦～第4戦）

同一ビジター球場における連勝記録 - 6
- 読売ジャイアンツ - 大阪球場（1961年第2戦、第6戦、1965年第1戦〜第2戦、1966年第3戦〜第4戦）
- 福岡ダイエーホークス→福岡ソフトバンクホークス - ナゴヤドーム（1999年第3戦〜第5戦、2011年第3戦〜第5戦） - 継続中

4戦全勝での優勝 - 3
- 南海ホークス→福岡ソフトバンクホークス（1959年、2019年、2020年）

連続全勝優勝 - 2
- 福岡ソフトバンクホークス（2019年、2020年）

通算連敗記録 - 9
- 読売ジャイアンツ
  - （1958年第4戦〜第7戦、1959年第1戦〜第4戦、1961年第1戦）
  - （2013年第7戦、2019年第1戦〜第4戦、2020年第1戦〜第4戦）※継続中

ビジター球場における連敗記録 - 10
- 西武ライオンズ（1994年第2戦・第6戦、1997年第3戦〜第5戦、1998年第1戦・第2戦・第6戦、2002年第1戦・第2戦）[8]

同一ビジター球場における連敗記録 - 7
- 阪神タイガース - 福岡ドーム・福岡ヤフオク!ドーム（2003年第1戦・第2戦・第6戦・第7戦、2014年第3戦〜第5戦）※継続中[9]

4戦全敗 - 4
- 読売ジャイアンツ（1959年、1990年、2019年、2020年）

最大得点差の試合 - 14点差
- 1963年第7戦 読売ジャイアンツ 18 - 4 西鉄ライオンズ
  - 完封試合の最大得点差 13点差 2003年第2戦 福岡ダイエーホークス 13 - 0 阪神タイガース

引き分け試合
- 1953年第3戦 読売ジャイアンツ 2 - 2 南海ホークス
- 1957年第4戦 読売ジャイアンツ 0 - 0 西鉄ライオンズ
- 1962年第3戦 東映フライヤーズ 2 - 2 阪神タイガース
- 1975年第1戦 阪急ブレーブス 3 - 3 広島東洋カープ
- 1975年第4戦 広島東洋カープ 4 - 4 阪急ブレーブス
- 1986年第1戦 広島東洋カープ 2 - 2 西武ライオンズ
- 2010年第6戦 中日ドラゴンズ 2 - 2 千葉ロッテマリーンズ
- 2018年第1戦 広島東洋カープ 2 - 2 福岡ソフトバンクホークス
- 2022年第2戦 東京ヤクルトスワローズ 3 - 3 オリックス・バファローズ

コールドゲーム
- 1953年第3戦 読売ジャイアンツ 2-2 南海ホークス（後楽園球場、9回表1死 降雨）
- 1957年第4戦 読売ジャイアンツ 0-0 西鉄ライオンズ（後楽園球場、10回裏終了 日没）
- 1962年第3戦 東映フライヤーズ 2-2 阪神タイガース（明治神宮野球場、14回裏終了 日没）
- 2005年第1戦 千葉ロッテマリーンズ 10-1 阪神タイガース（千葉マリンスタジアム、7回裏1死 濃霧）

## 出場回数
セントラル・リーグ
- 読売ジャイアンツ - 36回
  - 1951年〜1953年、1955年〜1959年、1961年、1963年、1965年〜1973年、1976年〜1977年、1981年、1983年、1987年、1989年〜1990年、1994年、1996年、2000年、2002年、2008年〜2009年、2012年〜2013年、2019年〜2020年
- 中日ドラゴンズ→名古屋ドラゴンズ→中日ドラゴンズ - 10回
  - 1954年、1974年、1982年、1988年、1999年、2004年、2006年〜2007年、2010年〜2011年
- 国鉄スワローズ→サンケイスワローズ→サンケイアトムズ→アトムズ→ヤクルトアトムズ→ヤクルトスワローズ→東京ヤクルトスワローズ - 9回
  - 1978年、1992年〜1993年、1995年、1997年、2001年、2015年、2021年〜2022年
- 広島カープ→広島東洋カープ - 8回
  - 1975年、1979年〜1980年、1984年、1986年、1991年、2016年、2018年
- 大阪タイガース→阪神タイガース - 7回
  - 1962年、1964年、1985年、2003年、2005年、2014年、2023年
- 大洋ホエールズ→大洋松竹ロビンス→大洋ホエールズ→横浜大洋ホエールズ→横浜ベイスターズ→横浜DeNAベイスターズ - 4回
  - 1960年、1998年、2017年、2024年
- 松竹ロビンス - 1回
  - 1950年
- 西日本パイレーツは出場経験が無い。

パシフィック・リーグ
- 西鉄クリッパース→西鉄ライオンズ→太平洋クラブライオンズ→クラウンライターライオンズ→西武ライオンズ→埼玉西武ライオンズ - 21回
  - 1954年、1956年〜1958年、1963年、1982年〜1983年、1985年〜1988年、1990年〜1994年、1997年〜1998年、2002年、2004年、2008年
- 南海ホークス→福岡ダイエーホークス→福岡ソフトバンクホークス - 21回
  - 1951年〜1953年、1955年、1959年、1961年、1964年〜1966年、1973年、1999年〜2000年、2003年、2011年、2014年〜2015年、2017年〜2020年、2024年
- 阪急ブレーブス→オリックス・ブレーブス→オリックス・ブルーウェーブ→オリックス・バファローズ - 15回
  - 1967年〜1969年、1971年〜1972年、1975年〜1978年、1984年、1995年〜1996年、2021年〜2023年
- 東急フライヤーズ→東映フライヤーズ→日拓ホームフライヤーズ→日本ハムファイターズ→北海道日本ハムファイターズ - 7回
  - 1962年、1981年、2006年〜2007年、2009年、2012年、2016年
- 毎日オリオンズ→毎日大映オリオンズ→東京オリオンズ→ロッテオリオンズ→千葉ロッテマリーンズ - 6回
  - 1950年、1960年、1970年、1974年、2005年、2010年
- 近鉄パールス→近鉄バファロー→近鉄バファローズ→大阪近鉄バファローズ - 4回
  - 1979年〜1980年、1989年、2001年
- 東北楽天ゴールデンイーグルス - 1回
  - 2013年
- 大映ユニオンズと高橋ユニオンズは出場経験が無い。

### 年間勝率1位以外の出場チーム
（太字は優勝チーム）
1973年〜1982年のパシフィック・リーグ（前後期制）
- 1973年の日本シリーズ 南海ホークス .540（年間3位）
  - 勝率1位は阪急ブレーブス（.616）、2位はロッテオリオンズ（.588）
- 1975年の日本シリーズ 阪急ブレーブス .520（年間2位）
  - 勝率1位は近鉄バファローズ（.587）
- 1979年の日本シリーズ 近鉄バファローズ .622（年間2位）
  - 勝率1位は阪急ブレーブス（.630）
- 1982年の日本シリーズ 西武ライオンズ .540（年間2位）
  - 勝率1位は日本ハムファイターズ（.563）

2004年〜2006年のパシフィック・リーグ（プレーオフ）
- 2004年の日本シリーズ 西武ライオンズ .561（年間2位）
  - 勝率1位は福岡ダイエーホークス（.597）
- 2005年の日本シリーズ 千葉ロッテマリーンズ .632（年間2位）
  - 勝率1位は福岡ソフトバンクホークス（.664）

2007年〜の両リーグ（クライマックスシリーズ）
- 2007年の日本シリーズ 中日ドラゴンズ .549（年間2位）
  - 勝率1位は読売ジャイアンツ（.559）
- 2010年の日本シリーズ 千葉ロッテマリーンズ .528（年間3位）
  - 勝率1位は福岡ソフトバンクホークス（.547）、2位は埼玉西武ライオンズ（.545）
- 2014年の日本シリーズ 阪神タイガース .524（年間2位）
  - 勝率1位は読売ジャイアンツ（.573）
- 2017年の日本シリーズ 横浜DeNAベイスターズ .529（年間3位）
  - 勝率1位は広島東洋カープ（.633）、2位は阪神タイガース（.561）
- 2018年の日本シリーズ 福岡ソフトバンクホークス .577（年間2位）
  - 勝率1位は埼玉西武ライオンズ（.624）
- 2019年の日本シリーズ 福岡ソフトバンクホークス .551（年間2位）
  - 勝率1位は埼玉西武ライオンズ（.563）
- 2024年の日本シリーズ 横浜DeNAベイスターズ .507（年間3位）
  - 勝率1位は読売ジャイアンツ（.566）、2位は阪神タイガース（.540）

## 日本一回数
セントラル・リーグ
- 読売ジャイアンツ - 22回
  - 1951年〜1953年、1955年、1961年、1963年、1965年〜1973年、1981年、1989年、1994年、2000年、2002年、2009年、2012年
- 国鉄スワローズ→サンケイスワローズ→サンケイアトムズ→アトムズ→ヤクルトアトムズ→ヤクルトスワローズ→東京ヤクルトスワローズ - 6回
  - 1978年、1993年、1995年、1997年、2001年、2021年
- 広島カープ→広島東洋カープ - 3回
  - 1979年〜1980年、1984年
- 大洋ホエールズ→大洋松竹ロビンス→大洋ホエールズ→横浜大洋ホエールズ→横浜ベイスターズ→横浜DeNAベイスターズ - 3回
  - 1960年、1998年、2024年
- 中日ドラゴンズ→名古屋ドラゴンズ→中日ドラゴンズ - 2回
  - 1954年、2007年
- 大阪タイガース→阪神タイガース - 2回
  - 1985年、2023年

※松竹は日本一経験が無い。
パシフィック・リーグ
- 西鉄クリッパース→西鉄ライオンズ→太平洋クラブライオンズ→クラウンライターライオンズ→西武ライオンズ→埼玉西武ライオンズ - 13回
  - 1956年〜1958年、1982年〜1983年、1986年〜1988年、1990年〜1992年、2004年、2008年
- 南海ホークス→福岡ダイエーホークス→福岡ソフトバンクホークス - 11回
  - 1959年、1964年、1999年、2003年、2011年、2014年〜2015年、2017年〜2020年
- 阪急ブレーブス→オリックス・ブレーブス→オリックス・ブルーウェーブ→オリックス・バファローズ - 5回
  - 1975年〜1977年、1996年、2022年
- 毎日オリオンズ→毎日大映オリオンズ→東京オリオンズ→ロッテオリオンズ→千葉ロッテマリーンズ - 4回
  - 1950年、1974年、2005年、2010年
- 東急フライヤーズ→東映フライヤーズ→日拓ホームフライヤーズ→日本ハムファイターズ→北海道日本ハムファイターズ - 3回
  - 1962年、2006年、2016年
- 東北楽天ゴールデンイーグルス - 1回
  - 2013年

※近鉄は日本一経験が無い。

### 初出場優勝
球団の経営権譲渡によるものは除く。
- 1950年 毎日オリオンズ
- 1951年 読売ジャイアンツ
- 1954年 中日ドラゴンズ
- 1960年 大洋ホエールズ
- 1962年 東映フライヤーズ
- 1978年 ヤクルトスワローズ
- 2013年 東北楽天ゴールデンイーグルス

（※以上のうち、1950・51・54・62年の4回は初出場チーム同士による対戦）

## カード記録
- 最多対戦カード - 12回 (巨人 対 ソフトバンク[11])
- 最少対戦カード - 各0回（現存する12球団での組み合わせ36通り中、前身の球団時代も含め以下の11通りの組み合わせが行われていない）
  - 阪神 対 楽天
  - 中日 対 オリックス
  - 中日 対 楽天
  - ヤクルト 対 日本ハム
  - ヤクルト 対 ロッテ
  - ヤクルト 対 楽天
  - DeNA 対 オリックス
  - DeNA 対 日本ハム
  - DeNA 対 楽天
  - 広島 対 ロッテ
  - 広島 対 楽天
- また、消滅した出場球団と当時存在していた出場球団の組み合わせを含めると、以下のシリーズも行われていない。
  - 松竹 対 オリックス（阪急）、ソフトバンク（南海）、日本ハム（東映）、西武（西鉄）、近鉄
  - 近鉄 対 阪神、中日、DeNA（大洋・横浜）

### 全チームと対戦
太字は日本一

#### パ・リーグ全球団と対戦（近鉄も含む）
読売ジャイアンツ
- オリックス・バファローズ（阪急、ブルーウェーブ時代も含む） - 8回（うち日本一5回）
  - 1967年、1968年、1969年、1971年、1972年、1976年、1977年、1996年
- 福岡ソフトバンクホークス（南海、ダイエー時代も含む） - 12回（うち日本一9回）
  - 1951年、1952年、1953年、1955年、1959年、1961年、1965年、1966年、1973年、2000年、2019年、2020年
- 北海道日本ハムファイターズ - 3回（全て日本一）
  - 1981年、2009年、2012年
- 千葉ロッテマリーンズ（オリオンズ時代も含む） - 1回（日本一）
  - 1970年
- 埼玉西武ライオンズ（西鉄時代も含む） - 10回（うち日本一3回）
  - 1956年、1957年、1958年、1963年、1983年、1987年、1990年、1994年、2002年、2008年
- 大阪近鉄バファローズ - 1回（日本一）
  - 1989年
- 東北楽天ゴールデンイーグルス - 1回
  - 2013年

#### セ・リーグ全球団と対戦
埼玉西武ライオンズ（西鉄時代も含む）
- 読売ジャイアンツ - 10回（うち日本一7回）
  - 1956年、1957年、1958年、1963年、1983年、1987年、1990年、1994年、2002年、2008年
- 阪神タイガース - 1回
  - 1985年
- 中日ドラゴンズ - 4回（うち日本一3回）
  - 1954年、1982年、1988年、2004年
- 横浜DeNAベイスターズ - 1回
  - 1998年
- 広島東洋カープ - 2回（全て日本一）
  - 1986年、1991年
- 東京ヤクルトスワローズ - 3回（うち日本一1回）
  - 1992年、1993年、1997年

※個人では、埼玉西武ライオンズに在籍した伊東勤が、出場した日本シリーズで6球団との対戦を達成。
福岡ソフトバンクホークス（南海、ダイエー時代も含む）
- 読売ジャイアンツ - 12回（うち日本一3回）
  - 1951年、1952年、1953年、1955年、1959年、1961年、1965年、1966年、1973年、2000年、2019年、2020年
- 阪神タイガース - 3回（全て日本一）
  - 1964年、2003年、2014年
- 中日ドラゴンズ - 2回（全て日本一）
  - 1999年、2011年
- 横浜DeNAベイスターズ - 2回（うち日本一1回）
  - 2017年、2024年
- 広島東洋カープ - 1回（日本一）
  - 2018年
- 東京ヤクルトスワローズ - 1回（日本一）
  - 2015年

※ソフトバンクのみが全球団からの日本一を達成している。また、ソフトバンクは巨人・DeNA以外のセ・リーグ4球団にシリーズ敗退を記録したことがない。
※個人では福岡ソフトバンクホークスに在籍中の今宮健太、およびかつて在籍した松田宣浩、明石健志、長谷川勇也が、出場した日本シリーズで6球団との対戦（および日本一）を達成。

### 全ての勝敗パターンを経験
※引き分けは考慮しない
埼玉西武ライオンズ（西鉄時代を含む）
4勝0敗（1990年）、4勝1敗（1988年他）、4勝2敗（1956年他）、4勝3敗（1958年他）、3勝4敗（1954年他）、2勝4敗（1985年他）、1勝4敗（1997年）、0勝4敗（2002年）
※伊東勤が個人としても全勝敗パターン経験を達成
読売ジャイアンツ
4勝0敗（2002年）、4勝1敗（1951年他）、4勝2敗（1952年他）、4勝3敗（1953年他）、3勝4敗（1958年他）、2勝4敗（1956年他）、1勝4敗（1977年他）、0勝4敗（1959年他）

## 保護地域別の勝敗
※野球協約における地域保護権の設定は1952年以降だが、1950年・1951年も出場チームの本拠地を基にカウントする
| 順位 | 都道府県 | 出場 | 勝利 | 敗退 | 内訳                                                                                            |
| ---- | -------- | ---- | ---- | ---- | ----------------------------------------------------------------------------------------------- |
| 1    | 東京都   | 50回 | 30勝 | 20敗 | - 巨人(22勝14敗) - ヤクルト(6勝3敗) - 毎日(1勝) 大毎(1敗) ロッテ(1敗) - 東映(1勝) 日本ハム(1敗) |
| 2    | 福岡県   | 16回 | 12勝 | 04敗 | - 西鉄(3勝2敗) - ダイエー(2勝1敗) ソフトバンク(7勝1敗)                                          |
| 3    | 埼玉県   | 16回 | 10勝 | 06敗 | - 西武(10勝6敗)                                                                                 |
| 4    | 兵庫県   | 19回 | 06勝 | 13敗 | - 阪急(3勝7敗) オリックス(1勝1敗) - 阪神(2勝5敗)                                                |
| 5    | 神奈川県 | 04回 | 03勝 | 01敗 | - 大洋(1勝) 横浜(1勝) DeNA(1勝1敗)                                                              |
| 6    | 広島県   | 08回 | 03勝 | 05敗 | - 広島(3勝5敗)                                                                                  |
| 7    | 大阪府   | 17回 | 03勝 | 14敗 | - 南海(2勝8敗) - オリックス(1勝2敗) - 近鉄(4敗)                                                 |
| 8    | 宮城県   | 02回 | 02勝 | 00敗 | - ロッテ(1勝) - 楽天(1勝)                                                                       |
| 8    | 千葉県   | 02回 | 02勝 | 00敗 | - ロッテ(2勝)                                                                                   |
| 10   | 北海道   | 05回 | 02勝 | 03敗 | - 日本ハム(2勝3敗)                                                                              |
| 11   | 愛知県   | 10回 | 02勝 | 08敗 | - 中日(2勝8敗)                                                                                  |
| 12   | 京都府   | 01回 | 00勝 | 01敗 | - 松竹(1敗)                                                                                     |

表外の都道府県では  山口県が1950年 - 1952年の3年間にわたり大洋ホエールズ（現：横浜DeNAベイスターズ）の本拠地であったが、この時期には日本シリーズへ出場できなかった。